# Dance Maniax
 (décembre 2018).
Si vous disposez d'ouvrages ou d'articles de référence ou si vous connaissez des sites web de qualité traitant du thème abordé ici, merci de compléter l'article en donnant les références utiles à sa vérifiabilité et en les liant à la section « Notes et références ».
Dance Maniax est un jeu issu de la série de jeux de rythme Bemani éditée par Konami dont les musiques sont en majeure partie issues de la série Dancemania et d'autres compilations Toshiba-EMI déjà mises à contribution par les séries Dance Dance Revolution ou Beatmania. Il est sorti en 2000 au Japon et en Corée.

## Système de jeu
Le jeu se joue avec les mains et utilise des capteurs optiques pour détecter les mouvements de celles-ci. Les capteurs sont au nombre de 4 (2 par joueur), à hauteur des reins et le joueur peut passer les mains en dessous et au-dessus, soit 8 positions au total.
Les notes défilent à l'écran à la manière de tout Bemani et se différencient suivant le capteur que le joueur doit activer : notes bleues pour le dessous du capteur et notes rouges au-dessus du capteur. Une jauge de vie témoigne du niveau du joueur et la partie est terminée si celle-ci se vide entièrement.
Toutes les musiques disposent de 2 niveaux de difficulté : « Mild » (facile) et « Wild » (difficile). Le joueur est évalué après chaque musique et l'appréciation va alors de « E » (partie perdue) à « AAA » (validation parfaite de toutes les notes).

## La série
Série japonaise :
- Dance ManiaX (jeu)
- Dance ManiaX 2nd Mix

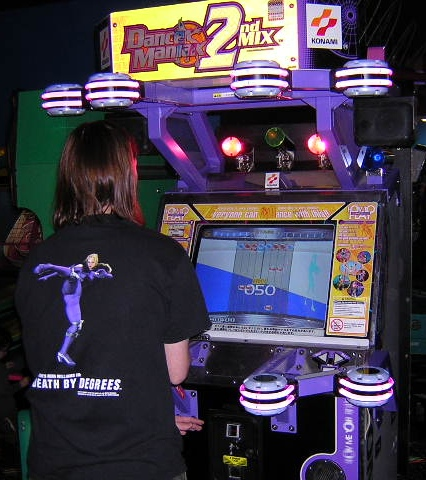
Borne d'arcade Dance ManiaX 2nd Mix.

- Dance ManiaX 2nd Mix J-Paradise Append Songs (ajout de 14 musiques et 4 courses au 2nd Mix, le reste du jeu ne change pas)

Série coréenne :
- Dance Freaks